# جوآن لیتل‌وود
جوآن لیتل‌وود (انگلیسی: Joan Littlewood; ۶ اکتبر ۱۹۱۴ – ۲۰ سپتامبر ۲۰۰۲) هنرپیشه اهل بریتانیا بود. وی بین سال‌های ۱۹۳۰ تا ۱۹۷۵ میلادی فعالیت می‌کرد. او را «مادر تئاتر مدرن» می‌نامند. اثر او با نام اوه، چه جنگ عزیزی! در سال ۱۹۶۳ یکی از آثار تأثیرگذار بوده‌است.
کارگاه تئاتر با بخشیدن روحی تازه به تئاتر انگلستان، صاحب اعتبار شد و این اعتبار را بیش از هر چیز به خاطر تفسیر رادیکال از آثار کلاسیک، نوشته‌هاي جنجالی نو و فرم‌هاي تئاتري عامه‌پسند کسب کرده است. لیتل وود هیچ تعهدي نسبت به متن نداشت و حتی مشهور است که براي جنجال بیشتر در اجرا، تا جایی که ممکن است متن را تغییر میداد. 